# Donald Cerrone
Donald Anthony Cerrone, född 29 mars 1983 i Denver, är en amerikansk MMA-utövare som sedan 2011 tävlar i organisationen Ultimate Fighting Championship.

## Karriär

### Utmärkelser och erkännanden
Cerrone är en av UFC och deras moderbolag Zuffa LLC:s mest dekorerade atleter i alla avseenden förutom mästerskapstitlar och bälten. Han har gått match om WEC:s lättviktstitel, WEC:s interimtitel i lättvikt och UFC:s lättviktstitel, men förlorat alla tre. 
Den 10 november 2018 vid UFC Fight Night 139 när han vann mot Mike Perry via armbar gick han förbi GSP och Michael Bisping i flest antal vinster i UFC med sina 21, och gick samtidigt förbi Anderson Silva och Vitor Belfort i flest antal avslut inom organisationen med 15. Med sin nästa match mot Alexander Hernandez vid UFC Fight Night 143 utökade han både sitt totala vinsterresultat till 22 och sitt avslutsfacit till 16. Han gick med den segern även upp till delad förstaplats i antal matcher för organisationen med 33. Den matchen tilldelades även två matchbonusar. Den ena var Performance of the Night som därmed gav honom delad förstaplats tillsammans med Charles Oliveira med sju och ökade hans totala antal matchbonusar till 16 vilket var nytt rekord inom UFC. Tidigare listettor med 15 vardera var Nate Diaz och Joe Lauzon.
Innan WEC köptes upp och införlivades i UFC var Cerrone med sina fem även den atlet som hade flest antal Fight of the Night-bonusar i den organisationen.

#### Matchbonusar
- Fight of the Night: Elva stycken (fem WEC, sex UFC)
- KO of the Night: Tre stycken (UFC)
- Submission of the Night: Två stycken (UFC)
- Performance of the Night: Sju stycken (UFC)

#### Utmärkelser
Vid WEC 48, 10 oktober 2009, mötte han Benson Henderson i en lättviktsmatch om interimtiteln. Matchen blev en omedelbar klassiker. Förutom att matchen fick en Fight of the Night-bonus vann den även flera externa utmärkelser.
- MMAFighting.com
  - 2009 Fight of the Year
- Sherdog Awards
  - 2009 Fight of the Year[5]
- Sports Illustrated
  - 2009 Fight of the Year